# Violeta Szekely
Violeta Szekely, nata Beclea (26 marzo 1965), è un'ex mezzofondista rumena.

## Palmarès

### Olimpiadi
- 1 medaglia:
  - 1 argento (Sydney 2000 nei 1500 metri piani)

### Mondiali
- 1 medaglia:
  - 1 argento (Edmonton 2001 nei 1500 metri piani)